# Kireçtaşı, Bitlis
Kireçtaşı là một xã thuộc thành phố Bitlis, tỉnh Bitlis, Thổ Nhĩ Kỳ. Dân số thời điểm năm 2011 là 1.242 người.